# تلویزیون استونی

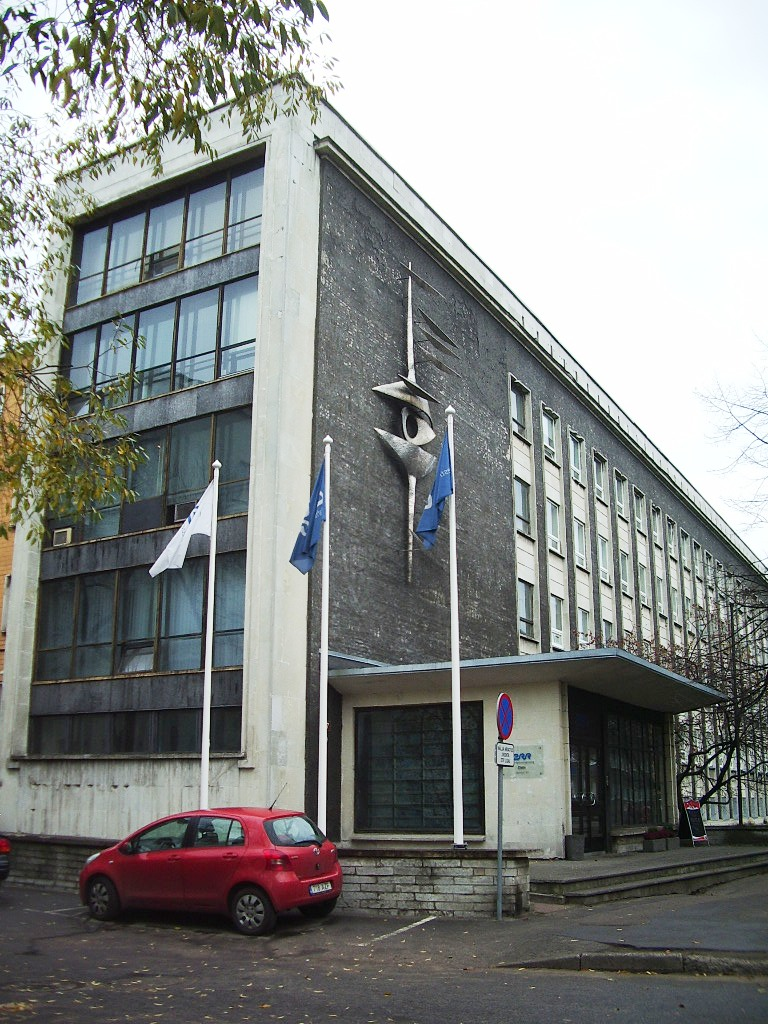
ساختمان اصلی تلویزیون استونی، تالین

تلویزیون استونی (به استونیایی: Eesti Televisioon) تلویزیون ملی کشور استونی است که در تاریخ ۱۹ ژوئیه ۱۹۵۵ تأسیس شده‌است.
این شبکه با رادیو و تلویزیون استونی براساس قانون تصویت شده در پارلمان استونی در ۱۸ ژانویه ۲۰۰۷ ادغام شد اما تاکنون با همین نام شناخته شده و فعالیت می‌کند.